# Estret de Chatham
L'estret de Chatham és un estret de l'arxipèlag Alexander, al sud-est de l'estat nord-americà d'Alaska. Separa l'illa de Chichagof i l'illa de Baranof, a l'oest de l'illa Admiralty i Kuiu, a l'est.
Té una longitud de 240 km i entre 5 i 16 km d'amplada. S'estén cap al sud, des de la unió de l'estret Icy i el canal de Lynn fins al mar obert.
La part sud de l'estret va rebre el nom d'Ensenada del Principe l'any 1775 per Juan Francisco de la Bodega y Quadra. El 1786 La Perouse li va donar el nom de Tschirikow Bay, i el 1789 el comerciant de pells James Colnett el va anomenar Christian Sound. Altres comerciants de pells l'anomenaven estret de Menzies. No va ser fins al 1794 quan va rebre el seu nom actual, quan George Vancouver el va anomenar en honor de William Pitt, primer comte de Chatham.